# Græsted
Græsted ist ein Ort mit 3581 Einwohnern (Stand 1. Januar 2023) im Norden der dänischen Hauptinsel Seeland. Von 1970 bis 2006 gehörte Græsted zur Græsted-Gilleleje Kommune im damaligen Frederiksborg Amt, seit 2007 zur neugebildeten Gribskov Kommune in der Region Hovedstaden.

## Personen
Græsted war bis 2012 der Wohnort des ehemaligen dänischen Ministerpräsidenten Lars Løkke Rasmussen und seiner Frau Sólrun.

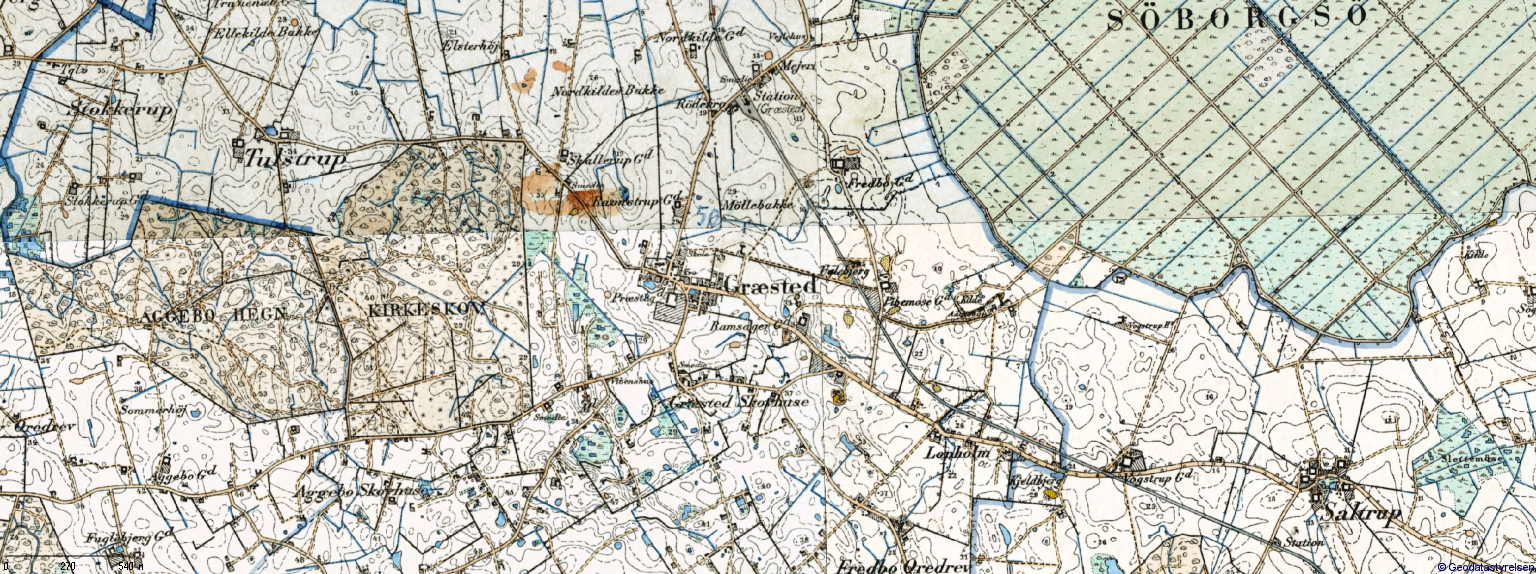
Karte

## Einwohnerentwicklung
- 2006: 3294 Einwohner
- 2007: 3309 Einwohner
- 2008: 3315 Einwohner
- 2009: 3394 Einwohner
- 2010: 3385 Einwohner